# Ortalis guttata
La guacharaca moteada, chachalaca moteada o guaracachi (Ortalis guttata) es una especie de ave Craciforme de la familia Cracidae que se encuentra en los bosques del noreste de Bolivia, este y sudeste de Brasil, este del Perú y Ecuador y sur de Colombia, a menos de 1700 m s. n. m..

## Características
Mide de 40 a 60 cm de largo y pesa entre 500 y 600 g. Se caracteriza por el moteado del pecho, aunque el color del plumaje varía según la subespecie. Se aparean entre octubre y noviembre, y hacen nidos sencillos a unos 2 m del suelo.

## Subespecies
Se conocen cinco subespecies de Ortalis guttata:
- Ortalis guttata araucan - este de Brasil; con la espalda y rabadilla de color castaño obscuro.
- Ortalis guttata columbiana - al oeste de los Andes, en Colombia; con la cabeza gris clara con frente blancuzca; de color pardo grisáceo en el dorso y castaño moteado de blanco en el pecho y cuello, y con la parte inferior del vientre de color blanco.
- Ortalis guttata guttata - este de Perú y Ecuador y sur de Colombia; con el dorso, cabeza y cuello de color castaño rojizo, y el pecho pardo obscuro con moteado blanco, que se extiende al cuello.
- Ortalis guttata squamata - sudeste de Brasil; con el abdomen gris, y las plumas del pecho con borde blanco.
- Ortalis guttata subaffinis - noreste de Bolivia; con el plumaje pardo claro, que hace menos evidente el moteado del pecho.